# Lenguas malaítas septentrionales
Las lenguas malaítas septentrionales son unas lenguas de la subfamilia malaíta. Son 9 lenguas habladas en la isla Malaita de las Islas Salomón.

## Clasificación
- Baelelea
- Baeggu
- Fataleka
- Gula'alaa
- Kwaio
- Kwara'ae
- Wala
- Lau
- To'abaita

- Datos: Q9021403